# Benito Cabrera

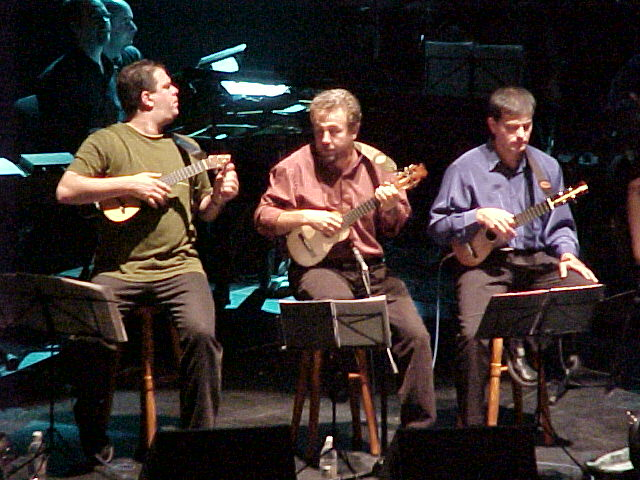
Benito Cabrera (rechts).

Benito Cabrera Hernández (* 17. September 1963 in Caracas, Venezuela) ist ein regional bekannter Musiker der Kanarischen Inseln. Sein Instrument ist die Timple, ein traditionelles  gitarrenähnliches Instrument des Archipels.
Cabrera ging 1982 nach Teneriffa, wo er an der Universität von La Laguna Psychologie studierte. 
1989 gewann er einen regionalen Wettbewerb von Timple-Musikern. Benito Cabrera ist der Autor des Liedes „Nube de Hielo“,eines der am tiefsten verwurzelten Lieder auf den Kanaren.
Cabrera ist Interpret und Komponist der Timple. Er tritt auch auf Konzerten fern den Kanarischen Inseln auf. Nicht nur in der Folklore, sondern auch im Klassik- und Popbereich machte er die Timple bekannt. Als Musikwissenschaftler hat er sich ebenfalls einen Namen gemacht. 
Der von Cabrera verfasste Text zu einem mit „Arrorró“ betitelten Stück aus Teobaldo Powers Orchesterwerk „Cantos Canarios“ wurde 2003 als Liedtext der offiziellen Hymne der autonomen Gemeinschaft der Kanarischen Inseln ausersehen.

## Diskografie
- 1991: Concierto de timple
- 1992: Timple y orquesta (mit dem Orquesta Sinfónica de Tenerife)
- 1996: Notas de viaje
- 2000: El color del tiempo
- 2001: Timples@2000 (mit „El colorao“ von José Antonio Ramos und Domingo Rodríguez Oramas)
- 2002: Travesías
- 2006: Puente del Sur